# Lidl
Lidl (tyskt uttal: [ˈliːdl̩]) är en tysk livsmedelskedja som enbart har lågprisbutiker. Företaget har verksamhet i stora delar av Europa. 
Lidl är en så kallad "hard discount"-kedja, vilket beskrivits som en ovanlig kategori inom detaljhandeln i Sverige, men är vanligare i några andra europeiska länder – bland annat i Danmark och Tyskland. Denna form av dagligvaruhandel har som huvudsaklig affärsidé att, utöver fastsortimentet, köpa in tillfälligt sortiment som kedjan erbjuds av grossister och handlare som säljs till attraktiva priser ofta veckovis.
År 2002 hade Lidl 6 000 butiker (varav 3 000 utanför Tyskland) och år 2022 omfattade kedjan över 12 000 butiker. Stiftelsen Lidl Stiftung som äger Lidl kontrolleras av grundaren Dieter Schwarz via Schwarz-Gruppe. Huvudkontoret ligger i Neckarsulm, Tyskland.

## Historia
Lidls historia går tillbaka till 1930 då Josef Schwarz gick in i Südfrüchte Großhandlung Lidl & Co, då en fruktförsäljare, i Heilbronn. Detta företag blev Firma Lidl & Schwarz Lebensmittel-Sortiments-Großhandel, en generell livsmedelsbutik. 1944 var företaget förstört men återuppbyggdes efter kriget. 1972 blev Neckarsulm plats för huvudkontoret. För att undvika negativa associationer (Schwarzmarkt, svart marknad) gavs den nya butikskedjan namnet Lidl och inte familjenamnet Schwarz. 
År 1973 började skapandet av dagens Lidl då grundarens son Dieter Schwarz öppnade den första lågprisbutiken i Ludwigshafen. Femton år senare fanns 450 butiker runt om i Tyskland, och 1989 började de expandera internationellt med sin första butik i Frankrike. Den första butiken i Sverige öppnade 2003.

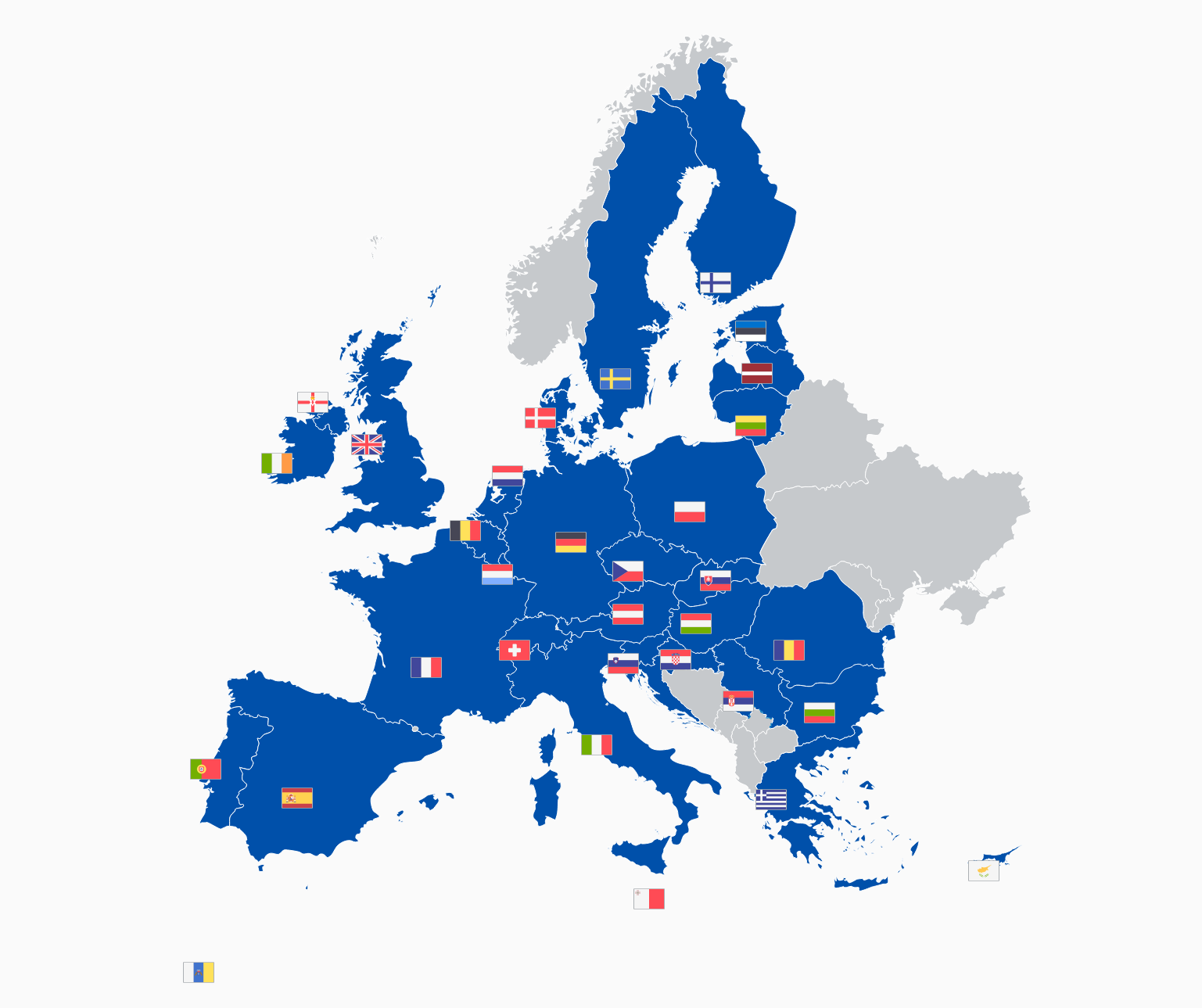
Lidl-butiker i Europa.

## Butikerna

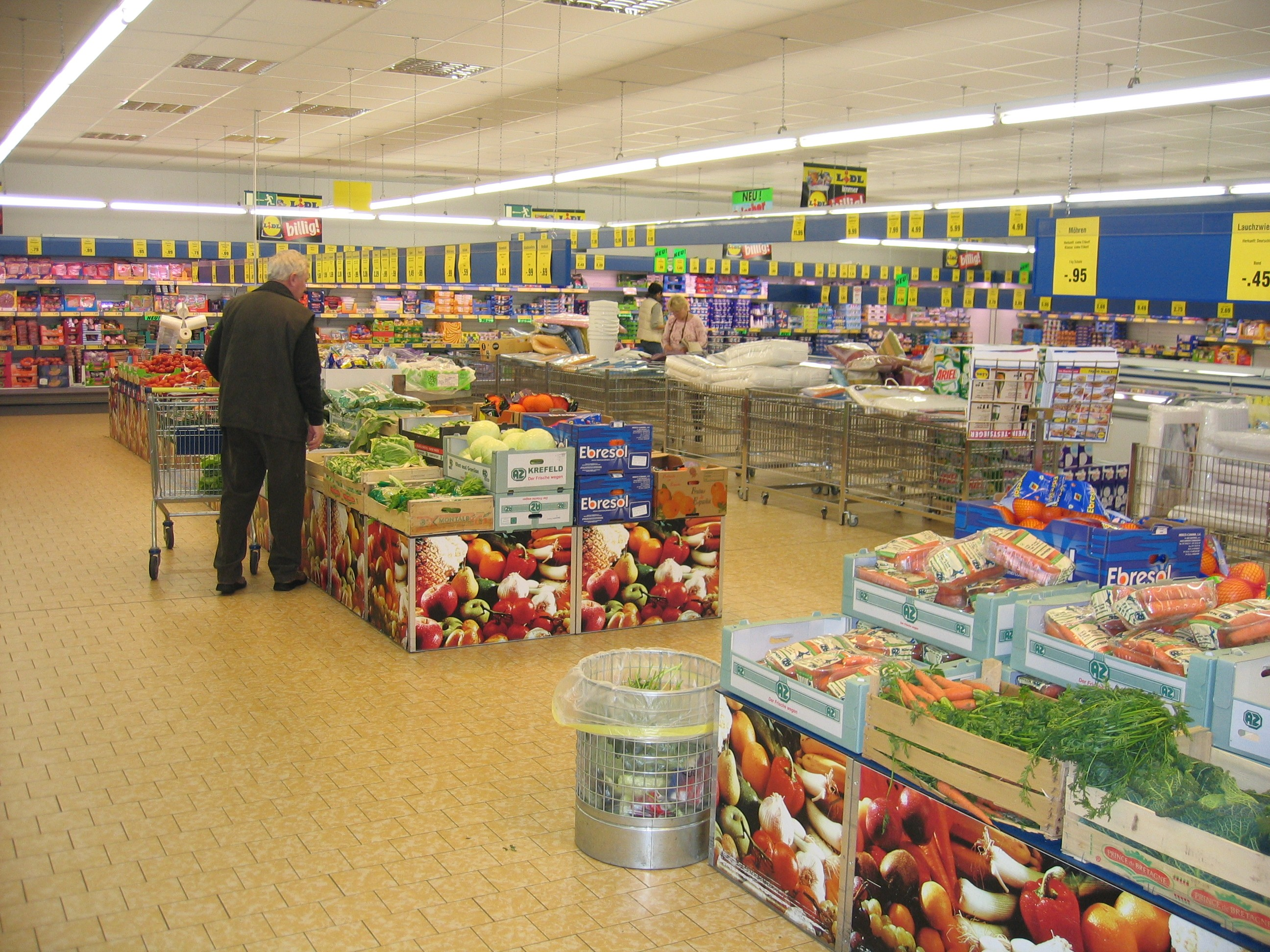
Äldre bild av en Lidl-butik i Tyskland.

Lidl har butiker i de flesta europeiska länder samt i Australien och USA. Butikerna, som i regel befinner sig någonstans mellan en närbutik och en stormarknad på storleksskalan, läggs oftast utanför stadskärnorna i för Lidl särskilt uppförda byggnader. De följer samma mönster och liknar varandra invändigt. 

## Strategier i logistik och sortiment
Alla butiker, med undantag av vissa butiker i city-lägen, har samma fasta sortiment, sammanlagt drygt 5 100 varor.
Kedjan har egna varumärken som används över hela kedjan, eller anpassas till olika länders marknad, och erbjuder dessutom ett urval av typiskt tyska produkter.
Låga priser möjliggörs genom ett antal grepp: 
- Effektiv distribution genom ett fåtal logistiska centra
- Inköp av stora volymer på nationell nivå
- Mycket stor andel egna märkesvaror
- Enkelt och enhetligt utformade butiker, ofta utanför stadskärnorna
- Försäljning direkt ur lådan som den levereras i
- Reducerat sortiment

## Lidl i Sverige

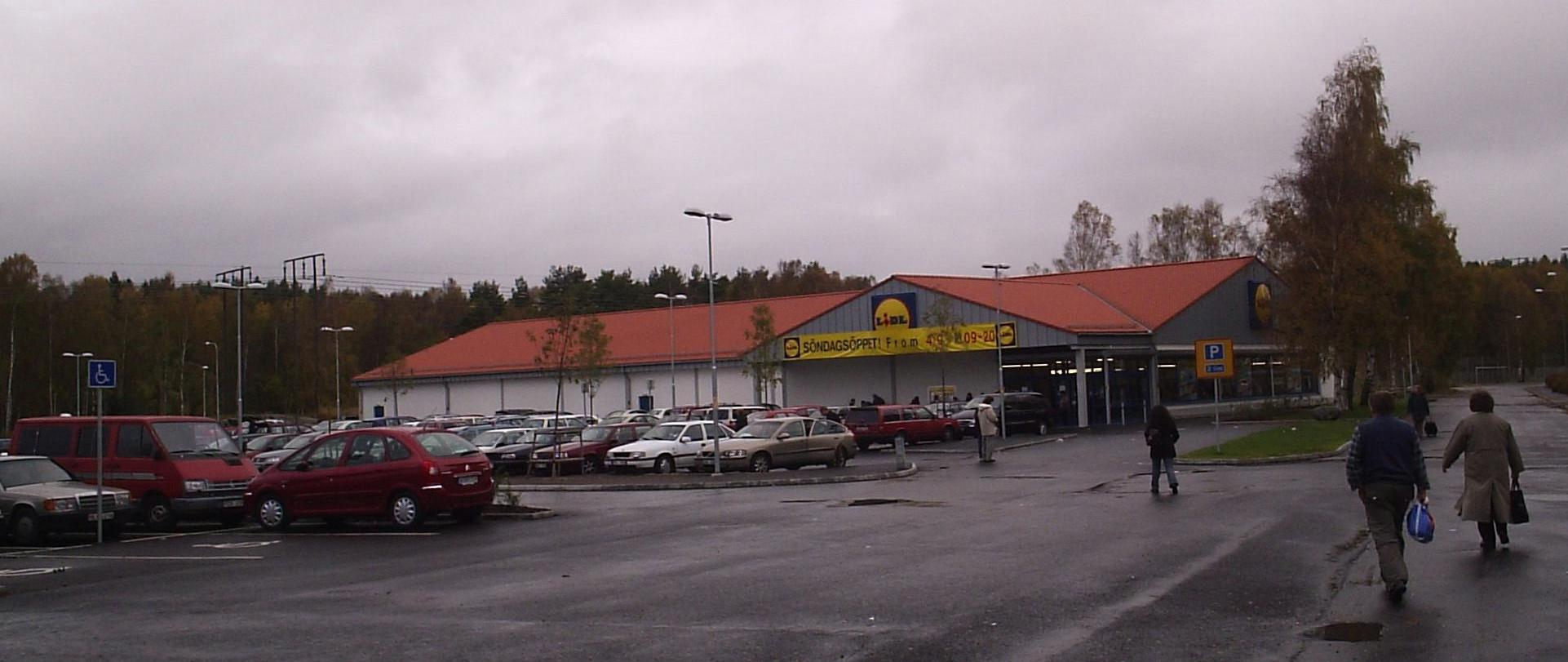
Lidl-butik i Bergsjön.

De första Lild-butikerna öppnade i Sverige 2003 och var då elva stycken.
Idag (2025) driver Lidl sammanlagt 205 butiker runt om i landet. Företaget har tre centrallager, ett i Halmstad, ett i Rosersberg utanför Stockholm, och ett i Örebro. Lidls huvudkontor ligger i Barkarbystaden i Järfälla. 
Kedjan fick till en början kritik från andra länder för att vara fackföreningsfientliga, men i Sverige har Lidl sedan starten haft kollektivavtal för alla medarbetare.
Lidls marknadsandel i Sverige av dagligvaruhandeln var 2020 på 5 procent.